# サイバーコネクトツー -sai-
サイバーコネクトツー 「sai －サイ－」は株式会社サイバーコネクトツー（CyberConnect2 Co., Ltd.）が社内に結成した映像制作チームである。

## 沿革
2007年10月、松山洋が.hack//G.U.のＣＧムービーチームを母体に映像制作チーム　サイバーコネクトツー 「sai －サイ－」を結成。
2007年10月3日に創立12周年を記念し、ブランドロゴとドメイン名を一新し、新たに映像制作チーム「sai －サイ－」
。
・音楽制作専門チーム「LieN」
。
の結成を新事業戦略発表会と称して行っている。
2007年12月22日、処女作となる「.hack//G.U. TRILOGY」を東京池袋のテアトルダイヤにて劇場公開を行った
。
2008年1月12日、大阪でもテアトル梅田にてより2週間限定のレイトショーという形で劇場公開された。
2012年1月21日、「ドットハック セカイの向こうに」が全国ロードショーとして劇場公開された。
劇場公開が終了した現在は「sai－サイ－」として動いているのは松山洋とプロジェクトリーダーの二塚万佳の二人だけだと話している。
以降、表だった活動は報告されていないが、映像ディレクターの入川慶也氏は同社から出ているゲーム映像演出で演出家として活動しているのを公開している
。

## 開発リスト

### 映像作品
- .hack//G.U. TRILOGY
- ドットハック セカイの向こうに